# Яко-Яни
Яко-Яни — одна из горных вершин на Дальнем Востоке России.
Расположена в Приамурье, на территории Хабаровского края. Входит в число высочайших пиков горной системе Сихотэ-Алинь, высота — 1690 метра над уровнем моря. Вершина каменистая. Склоны покрыты хвойнoй-широколиственной тайгой.